# Coverack Bridges
Coverack Bridges – osada w Anglii, w Kornwalii. Leży 20 km na wschód od miasta Penzance i 393 km na południowy zachód od Londynu.